# أحمد شكري العقيدي
أحمد شكري العقيدي (1963) ممثل ومخرج عراقي.

## حياته
هو ابن الفنان شكري العقيدي 
وشقيقته الفنانه سوسن شكري،تخرج من معهد الفنون الجميلة في بغداد، انطلاقته كانت بداية الثمانينات من القرن العشرين من خلال فيلم الفارس والجبل للمخرج محمد شكري جميل، قدم العديد من الأعمال في السينما والمسرح، بعد العام 2003 إنتقل إلى سوريا ثم هاجر إلى كندا ليستقر هناك مع عائلته.

## أعماله

### في التلفزيون
| سنة الإنتاج | اسم المسلسل              | الشخصية          |
| ----------- | ------------------------ | ---------------- |
| 2024        | ناي                      |                  |
| 2010        | مملكة الشر               |                  |
| 2009        | الحب والسلام             |                  |
| 2007        | عش المجانين              |                  |
| 2005        | خريف العنقاء             |                  |
| 2002        | سعيد بس بالاسم           |                  |
| 2002        | الرحيل الأخير            |                  |
| 2001        | القضية ٢٣٨               |                  |
| 2001        | مناوي باشا ج1            |                  |
| 2000        | أيام التحدي              |                  |
| 1999        | من أيام العرب            |                  |
| 1999        | السياب                   |                  |
| 1999        | جراح العيون              | (حارث)           |
| 1998        | عالم الست وهيبة          | (ملازم أول نزار) |
| 1997        | وداعا أيها الحب          | (مخلص)           |
| 1997        | حدث في الهاوية           | (أحمد)           |
| 1996        | الضفة الأخرى             |                  |
| 1996        | ذئاب الليل ج2            |                  |
| 1995        | ربيع شاغر                | (أدهم)           |
| 1995        | صخر القلوب               | (محسن)           |
| 1995        | شيء من الحب والكبرياء    | (مخلص)           |
|             | حكايات من الزمن الصعب ج1 |                  |

### في السينما
| سنة الإنتاج | الفيلم        | الشخصية |
| ----------- | ------------- | ------- |
| 1987        | الفارس والجبل |         |

### في المسرح
|-
|2002
|اشقندحة 
|
|}